# Anapistula appendix
Espèce
Anapistula appendix est une espèce d'araignées aranéomorphes de la famille des Symphytognathidae.

## Distribution
Cette espèce est endémique de Hainan en Chine,.

## Publication originale
- Tong & Li, 2006 : Symphytognathidae (Araneae), a spider family newly recorded from China. Zootaxa, no 1259, p. 33-38.